# La terra delle tenebre
La terra delle tenebre (The Land of Darkness) è un racconto di Margaret Oliphant Oliphant pubblicato nel 1887 sulle pagine del Blackwood’s Magazine e poi riproposto l'anno dopo nella raccolta The Land of Darkness, along with some further chapters in the experience of Little Pilgrim, edito da Macmillan.
Il racconto è caratterizzato dall'assenza della "piccola pellegrina", tipica protagonista dei racconti della Oliphant, ma anche da un tono particolarmente cinico e disincantato.

## Trama
Un anonimo narratore racconta la sua esperienza dopo la morte, in un regno ultraterreno che non assomiglia a quello lasciato alle spalle. Sottoposto a torture fisiche e psicologiche, il narratore lascia alle spalle ottimismo e curiosità, sprofondando nel cinismo e nel rifiuto di riflettere su se stesso.